# Phyllopodopsyllus simplex
Phyllopodopsyllus simplex is een eenoogkreeftjessoort uit de familie van de Tetragonicipitidae. De wetenschappelijke naam van de soort is voor het eerst geldig gepubliceerd in 1981 door Kitazima.